# Raiffeisen Bank International

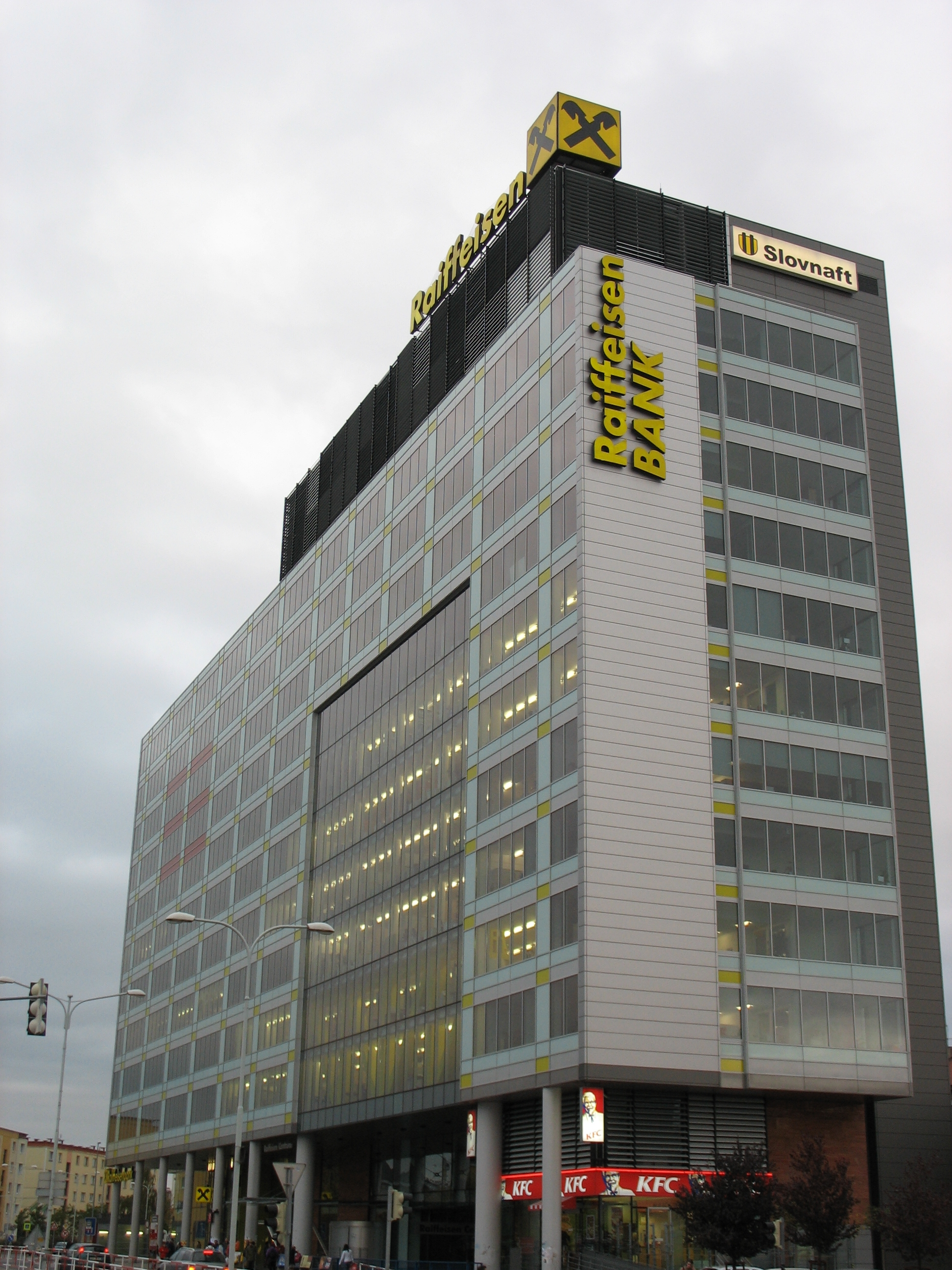
Центральный офис Raiffeisen Bank, a.s. в Праге

Raiffeisen Bank International — одна из крупнейших австрийских банковских групп, кооперативный банк. Штаб-квартира находится в Вене. Помимо Австрии ведёт работу ещё в 14 странах Центральной и Восточной Европы, обслуживая 17,2 миллиона клиентов.

## История
Банковская группа была основана в 1927 году в Австрии под названием Genossenschaftliche Zentralbank. Впоследствии несколько раз меняла название, слово Райффайзен появилось в названии в 1989 году в честь Фридриха Вильгельма Райффайзена, немецкого общественного деятеля и пионера кооперативного движения. В 1938 году, сразу после оккупации Австрии Германией, банковская группа была национализирована. В 1955 году возвращена прежним владельцам.
Первое дочернее общество Raiffeisen в Восточной Европе было открыто в 1987 году. После 2000 года группа расширила своё присутствие в центральной и восточной Европе и в 2003 году дочерние общества в этих странах были объединены в компанию Raiffeisen International. В 2017 году Raiffeisen International был объединён с главным банком группы, Raiffeisen Zentralbank Österreich AG, новый банк получил название Raiffeisen Bank International, в свою очередь он входит в состав Raiffeisen Bank Group. Из 225 млрд € активов группы 140 млрд € в 2018 году пришлось на Raiffeisen Bank International.
В сентябре 2024 года RBI подписал соглашение о продаже 87,74% акций «Приорбанка» инвестиционной компании из ОАЭ «Soven 1 Holding Ltd». Сделка фактически означает уход банка с белорусского рынка.

## Деятельность
Raiffeisen Bank Group является одной из двух крупнейших банковских групп Австрии по размеру активов (наряду с системой сберегательных банков Erste Bank); журнал The Banker включил его во вторую сотню крупнейших банков мира. В Австрии работает 342 Райффайзен-банка, объединённых в восемь региональных банков; эти восемь региональных банков являются основным акционером Raiffeisen Bank International (58,8 % акций). Raiffeisen Bank International в составе группы осуществляет обслуживание корпоративных клиентов в Австрии, а также контролирует дочерние банки в 14 странах Восточной Европы:
| Страна               | Название                                 | Активы, млрд € | Отделений | Сотрудников |
| -------------------- | ---------------------------------------- | -------------- | --------- | ----------- |
| Албания              | Raiffeisen Bank Sh.a.                    | 1,9            | 76        | 1285        |
| Беларусь             | Приорбанк                                | 1,8            | 79        | 1690        |
| Босния и Герцеговина | Raiffeisen Bank d.d. Bosna i Hercegovina | 2,6            | 103       | 1268        |
| Болгария             | Raiffeisenbank (Bulgaria) E.A.D.         | 5,0            | 140       | 2536        |
| Венгрия              | Raiffeisen Bank Zrt.                     | 8,8            | 72        | 2279        |
| Косово               | Raiffeisen Bank Kosovo JSC               | 1,2            | 47        | 842         |
| Польша               | Raiffeisen Bank Polska S.A.              | 2,8            | 1         | 238         |
| Россия               | АО Райффайзенбанк                        | 15,8           | 132       | 8733        |
| Румыния              | Raiffeisen Bank S.A.                     | 10,7           | 337       | 5115        |
| Сербия               | Raiffeisen banka a.d.                    | 3,3            | 86        | 1480        |
| Словакия             | Tatra banka, a.s.(1)                     | 15,7           | 167       | 3580        |
| Украина              | Райффайзен Банк                          | 3,1            | 393       | 6559        |
| Хорватия             | Raiffeisenbank Austria d.d.              | 5,3            | 75        | 1818        |
| Чехия                | Raiffeisenbank a.s.(2)                   | 18,4           | 127       | 3138        |

Примечания:
(1)Raiffeisen Bank International — 78,57 %

(2)Raiffeisen Bank International — 75 %, Raiffeisenlandesbank Oberösterreich — 25 %
В 2003 году было создано девелоперское предприятие Raiffeisen Evolution Emerges (REE), работающее в Австрии и Восточной Европе. 60 % предприятия принадлежит банку Raiffeisen, по 20 % у строительной компании Strabag AG и страховой компании Uniqa Versicherungen AG.
На конец 2020 года активы Raiffeisen Bank International составили 166 млрд евро, из них 91 млрд пришёлся на кредиты клиентам; принятые депозиты составили 102 млрд евро. Чистый процентный доход за 2020 год составил 3,24 млрд, комиссионный доход — 1,74 млрд евро. Сеть банка включает 1857 отделений (в 2016 году было 2506 отделений).

### Raiffeisen в России
Банк имеет дочерний банк в России — Райффайзенбанк.
В соответствии с отчётом о дополнительной эмиссии обыкновенных акций компании ОАО «АК Сберегательный банк Российской Федерации», на март 2007 года Raiffeisen Zentralbank владел 0,05 % акций Сбербанка.
Вслед за появлением программы по работе со стартапами в России группа RBI в 2017 году запустила международный акселератор Elevator Lab, который поддерживает перспективные стартапы из России. В 2018 году на уровне группы RBI был открыт венчурный фонд. В 2020 году Elevator Lab инвестировал в российский проект Agro.Club.
Согласно опубликованным данным, в 2022 году, более половины чистой прибыли группы пришлось на Россию. Прибыль российского подразделения составила 2,058 млрд евро, в то время как общая прибыль группы — 3,797 млрд евро. Reuters отметило рост доли России, указав что в 2021 году она принесла почти треть чистой прибыли. Было отмечено, что ранее группа заявляла, что рассматривает возможности ухода с российского рынка. Агентство также сообщило, что RBI подвергся критике на Украине за предоставление отсрочки по кредиту российским солдатам. В ответ RBI утверждал, что был обязан сделать это по закону, как и все российские банки. Генрих Шаллер, глава Raiffeisenlandesbank Oberoesterreich, выразил уверенность что данный вопрос является вопросом морали. В связи с деятельностью в России на фоне российско-украинской войны украинское Национальное агентство по предотвращению коррупции внесло компанию в список международных спонсоров войны.

### Raiffeisen на Украине
В 2005 году группа Raiffeisen Bank International приобрела 93,5 % акций банка «Аваль» за 1,028 млрд $.
Кроме того, с 2005 года на Украине частью Raiffeisen Bank International является Украинский процессинговый центр, который обрабатывает операции по платёжным картам для банков группы Raiffeisen в Венгрии, Хорватии, Албании, Косово, Украине, а также для эквайеров бесконтактных платежей в Австрии.